# Нарышкин, Алексей Васильевич
Алексей Васильевич Нарышкин (4 [15] августа 1742 — 30 августа [11 сентября] 1800, Москва) — русский дипломат, писатель

, тайный советник (с 24.11.1783) и камергер из рода Нарышкиных. Сын генерал-поручика В. В. Нарышкина, брат литератора С. В. Нарышкина.

## Биография
Родился 4 (15) августа 1742 года. Получил домашнее образование под руководством Иннокентия Нечаева (будущего архиепископа Псковского и Рижского). В 1762 году Екатерина II определила его в Сенат аускультантом для изучения делопроизводства; 1 июня 1765 года вместе с чином ротмистра Нарышкин получил назначение адъютантом в штаб генерал-фельдцейхмейстера Г. Г. Орлова. В качестве его генеральс-адъютанта находился в свите Екатерины II во время её путешествия по Волге. По возвращении в Москву был награждён придворным званием камер-юнкера. 
В Комиссии нового Уложения представлял дворян Старицкого уезда Московской губернии; был членом частных комиссий — дирекционной и «об общем праве», причем работал в них под наблюдением и руководством непосредственно императрицы и, числясь вторым по чину и порядку избрания, имел доступ во все присутственные места. Горячо отстаивал дворянские преимущества, приближаясь в этом отношении к князю М. М. Щербатову.
В конце 1768 года он передал депутатские полномочия Н. Н. Трубецкому и получил отпуск для лечения за границей. Попутно ему были даны секретные дипломатические поручения к туринскому двору, при котором он был назначен «в запас министром <посланником> 2-го ранга». Переговоры Нарышкина, в результате которых он предложил заключить договор наступательный и оборонительный с малозначительным Сардинским королевством, были встречены в С.-Петербурге с недоумением, после чего он отправился в путешествие по Южной Европе, а затем в Германию и Францию. Во время пребывания в Италии познакомился с Чезаре Беккариа и на протяжении нескольких лет состоял с ним в переписке.
В Париже познакомился с Д. Дидро. В августе 1773 года они вместе выехали из Гааги в Санкт-Петербург, куда Дидро был приглашён Екатериной II. Нарышкин поселил его в доме своего брата Семёна. Был одним из основных информаторов Дидро по вопросам русского законодательства и государственного устройства. «Исторический очерк о представительных учреждениях» Дидро, содержавший мысли о превращении Комиссии нового Уложения в постоянное представительное учреждение (типа английского парламента), был создан автором «по настоянию г-на Нарышкина, которого заинтересовали эти идеи, и он решил, что они могут быть любопытны и для государыни».
В 1774 году пожалован в камергеры и послан в Стокгольм с поздравлениями к герцогу Сёдерманландскому в связи с назначением его наследником шведского престола. В июне—июле 1774 года он сопровождал великого князя Павла Петровича в Берлин для знакомства с будущей императрицей Марией Фёдоровной. В 1775—1776 гг. — Псковский наместник. С 24 ноября 1783 года был назначен сенатором в 4-й департамент Сената. В 1785—1787 гг. проводил ревизию присутственных мест по всей России; одновременно ему поручено обратить внимание на состояние торговли и промышленности. С 1786 года — член Комиссии о построении новых городов. 
В 1790-х годах, испросив себе длительный отпуск по болезни, уехал лечиться за границу. Остаток жизни провёл в калужской деревне невдалеке от имения А. Н. Радищева, Немцове. Окончательно уволен со службы был 26 февраля 1798 года. Скончался в Москве 30 августа (11 сентября) 1800 года, похоронен в Донском монастыре.
Литературная деятельность Нарышкина началась в журнале «Полезное Увеселение» (1760—1762 гг.), где он, по словам Н. И. Новикова, поместил ряд элегий, од, песен, стансов, сатир и т. п. Затем он участвовал в издании «Переводов из Энциклопедии» (1767). Отдельно изданы две оды его на день тезоименитства Екатерины II (1763 и 1765). г. 2-го октября 1787 года Российская Академия избрала его в свои действительные члены, «отдавая справедливость его дарованиям, отличному знанию языка отечественного и трудам, употребленным на тот предмет, коим академия наипаче занимается».